# Santa María del Invierno
Santa María del Invierno è un comune spagnolo di 62 abitanti situato nella comunità autonoma di Castiglia e León.
Il comune comprende la località di Piedrahíta de Juarros.